# Orden mequitarista
La Orden Mequitarista (en latín: Ordo Mechitaristarum, Monachorum Armenorum sub Regula Sancti Benedicti, en armenio Մխիթարեան) es una orden monástica masculina fundada en 1700. La orden ocupa San Lazzaro degli Armeni en Venecia. En 2002, la orden única tenía 10 monasterios y 35 monjes, 28 de los cuales son sacerdotes.
Su fundador Mequitar (1676 - 1749), monje ortodoxo armenio de San Antonio Abad, insatisfecho por la vida monástica armenia del momento, basada en el respeto al pasado y la contención hacia la situación política y religiosa (Armenia era parte entonces del Imperio Otomano) quería implicarse y posicionarse a favor de una reunificación entre las iglesias católicas romana y armenia. En 1691 había conocido a un misionero jesuita (quizás Jacobus Villotte) y más tarde estudió en Roma y trabajó como rector antes de llegar a Constantinopla, donde fundó la orden el 8 de septiembre de 1701 según la Regla de San Benito o benedictina.
Dos años de persecución otomana más tarde, la orden se emplazó en Modona, en el Peloponeso, entonces parte de la República de Venecia y Mequitar solicitó la aprobación a Clemente XI. En Modona, estuvo en contacto con grandes personalidades y tras su fallecimiento la orden estaba muy establecida, le sucedió Stephanos Melkonian, hasta 1800. 
Los monjes continuaron la tarea impuesta por el fundador de estudio, edición, traducción y publicación, con una imprenta propia, de los antiguos escritos religiosos armenios; además de la traducción al armenio de obras clásicas tanto cristianas como paganas, haciendo que la orden tuviera un papel fundamental en la conservación, recuperación y renacimiento de la lengua y la literatura armenias.

## Escisión y reunificación
La orden se enriqueció por los legados y donaciones de los fieles. Las tensiones internas, provocadas por el comportamiento del abad Melkhonian, hicieron que en 1772 la orden se escindiera: mientras que parte de la comunidad permanece en Venecia, otra parte elige un nuevo abad y marcha a Trieste, donde son acogidos por las autoridades del Sacro Imperio Romano Germánico. Finalmente, en 1810 marchan a Viena donde se situaría la sede de la rama escindida, denominada Congregatio Mechitarista Vindobonensis ("Congregación Mequitarista de Viena"). Las dos ramas tuvieron actividades similares (la rama vienesa también establece una imprenta), a pesar de que la vienesa se alejó más de las posiciones teológicas y canónicas de la Curia Romana. En 2000, las dos ramas se reunificaron.
En 1810, los mequitaristas fueron la única orden monástica exenta de la abolición decretada por Napoleón I. En 1816, el monasterio de San Lazzaro fue visitado por Lord Byron, que, admirado por su biblioteca y actividad, empezó a estudiar armenio. Se abrió un convento y colegio de laicos en Padua y en 1846 otro en París. Además, se establecieron unas catorce casas a lo largo del siglo XIX en Austria-Hungría, Rusia, Persia y Turquía, donde había, al empezar el siglo XX, unos 150 monjes.

## Papel en las letras armenias
Uno de los objetivos del fundador fue mejorar la catequesis y la educación de los armenios mediante los escritos, además de recuperar la antigua literatura armenia, que databa de los siglos IV y V y manuscritos inéditos y abandonados. Mequitar quiso difundir la tradición cristiana armenia con la edición en armenio de los textos y su traducción a lenguas occidentales. También quería dar a conocer entre los armenios los grandes clásicos espirituales cristianos.
Entre las primeras publicaciones hay las traducciones de Mequitar al armenio de la Imitatio Christi y la Biblia, y la tarea de traducción se mantendría durante los siglos siguientes, con obras de los Padres de la Iglesia, santo Tomás de Aquino, etc., y obras clásicas paganas como las de Homero y Virgilio y los grandes poetas e historiadores de la tradición clásica. En San Lazzaro se instaló una imprenta de donde salieron la mayoría de las publicaciones en armenio, y se configuró una biblioteca con una gran colección de manuscritos e impresos, que se convirtió en la más importante biblioteca armenia del mundo.